# Euro Ice Hockey Challenge
Ne doit pas être confondu avec Euro Hockey Challenge.
L'Euro Ice Hockey Challenge est une série de tournois annuels de Hockey sur glace. Chacun se dispute entre 4 équipes nationales et se déroule durant la trêve internationale de septembre, novembre, décembre ou février.
Les tournois se déroulent dans différentes villes des nations participantes. Parmi les équipes participantes : Italie, Croatie, Biélorussie, Danemark, Pologne, Autriche, Norvège, Hongrie, Slovénie, Grande-Bretagne, Lettonie, Ukraine, Lettonie, Pays-Bas. Cette liste n'est pas exhaustive.
Quelques tournois ayant fait partie de l'EIHC : Coupe de Polésie, Tournoi International du Mont-Blanc, Pannon Hoki Kupa, Danfoss Challenge.